# Veolia Energie ČR
Veolia Energie ČR, a.s. se sídlem v Ostravě je česká teplárenská společnost patřící do francouzského koncernu Veolia.

## Historie
Společnost vznikla 1. května 1992 pod názvem Moravskoslezské teplárny a. s. (MST) a jejím zakladatelem byl Fond národního majetku České republiky. Po částečné privatizaci patřilo v roce 1996 46 % akcií státu a přes 10 % obcím (např. 4,5 % akcií patřilo městu Ostrava). V té době akcie společnosti skupovala pro společnost OKD firma Prosper Trading Stanislava Prose, která se stala majoritním vlastníkem MST s podílem 51 %. OKD však nakonec převzalo jen 34 % akcií MST a zbývajících 17 % měl v držení Prosper Trading. Od prosince 1996 do listopadu 1997 tak společnost byla řízena ve shodě firem OKD a Prosper Trading.
V letech 1997 až 1999 pak francouzská firma Dalkia postupně získala 95 % akcií MST a 94 % společnosti TEPLÁRNY Karviná, a.s.. 31. prosince 2001 pak společnost TEPLÁRNY Karviná, a.s. zaniká a její jmění bylo začleněno do MST. 7. ledna 2002 se pak MST přejmenovávají na Dalkia Morava, a.s., 1. ledna 2004 na Dalkia Česká republika, a.s. a konečně 1. ledna 2015 na Veolia Energie ČR, a.s.

## Činnost
Veolia Energie ČR patří k největším výrobcům a dodavatelům tepla v ČR a také k významným výrobcům elektrické energie. Poskytuje rovněž podpůrné služby pro českou přenosovou soustavu.
V roce 2023 výrobu cca 17 000 TJ tepla zajišťovalo 1547 kotlů (z toho 43 parních). Podíl uhlí na celkové spotřebě paliv činil 74 %, plynná paliva zaujímala 19 %, přibližně 4 % připadala na biomasu, zbývající část byla pokryta tuhými alternativními palivy a topným olejem (pro zapalování kotlů).
Společnost se organizačně člení na Region Morava a Region Čechy.
| Parametr                     | Region Morava | Region Čechy |
| ---------------------------- | ------------- | ------------ |
| Ins. tepelný výkon [MW]      | 2 136         | 953          |
| Ins. elektrický výkon [MW]   | 331           | 34           |
| Prodej tepla [TJ]            | 9 681         | 3 089        |
| Prodej elektřiny [GWh]       | 813           | 41           |
| Délka primárních sítí [km]   | 477           | 120          |
| Délka sekundárních sítí [km] | 300           | 70           |

## Závody společnosti

### Region Morava
V regionu Morava je elektřina a teplo vyráběno v následujících 8 zdrojích:
- Elektrárna Třebovice, Ostrava-Třebovice
- Teplárna Přívoz, Ostrava
- Teplárna Krnov, Krnov
- Teplárna Karviná, Karviná-Doly
- Teplárna Frýdek-Místek, Sviadnov
- Teplárna ČSA, Karviná-Doly
- Teplárna Olomouc, Olomouc
- Teplárna Přerov, Přerov[6]

### Region Čechy
V provozu je cca 500 výrobních tepelných zařízení, přičemž k největším patří:
- Elektrárna Kolín, Kolín
- Teplárna Veleslavín, Praha
- Výtopna Juliska, Praha
- Výtopna Mariánské Lázně, Mariánské Lázně